# Arvid Holmberg (militär)
Arvid Johan Fredrik Holmberg, född den 13 mars 1884 i Skatelövs församling, Kronobergs län, död den 19 februari 1962 i Kalmar, var en svensk militär.
Holmberg blev underlöjtnant vid Östgöta trängkår 1907, löjtnant där 1912, kapten där 1922 och vid Svea trängkår 1928. Han befordrades till major i armén 1933. Holmberg var chef för Göta trängkår 1934–1939. Han befordrades till överstelöjtnant vid trängen 1936 och till överste i armén 1939. Holmberg blev riddare av Svärdsorden 1928 och av Vasaorden 1938.
Holmberg var son till lantbrukaren Arvid Holmberg och Sigrid Svensson. Han gifte sig 1927 med friherrinnan Eva von Friesendorff (1899–1997), dotter till överstelöjtnanten friherre Gustaf von Friesendorff av ätten von Friesendorff och Sigrid Reutercrona. Makarna Holmberg är begravda på Södra kyrkogården i Kalmar.